# Liegau-Augustusbad
Liegau-Augustusbad ist seit dem 1. April 1995 ein Ortsteil von Radeberg, hat etwa 2000 Einwohner und liegt an der Großen Röder am Nordrand der Dresdner Heide.

## Geografie
Das Gebiet Liegau-Augustusbads liegt am westlichen Rand der Lausitzer Platte, einem Teil des Naturraums Westlausitzer Hügel- und Bergland. Das ursprüngliche, einreihige Waldhufendorf befand sich aufgrund der steilen Hänge östlich der Großen Röder nur auf der westlichen, linken Seite des Flusses, dessen rechtes Ufer bis zum Beginn des „Tannengrundes“, einem rechten Seitental der Großen Röder, gleichzeitig Flurgrenze zur Gemarkung Lotzdorf ist. Der Ortsteil wird heute in drei Ortslagen gegliedert: Dorf, Hofeberg und Siedlung. Das links der Großen Röder gelegene Gebiet nordwestlich des Tannengrundes war bis 1922 Liegauer Ortsteil. Das Gebiet des heutigen Kleinwachau, früher auch Klein-Liegau genannt, gehörte bis 1963 zu Wachau, seit 1964 gehört das rechts (östlich) der Großen Röder gelegene Kleinwachau als frühere geografische Ortslage zu Liegau-Augustusbad.

### Nachbarorte und -regionen
| Schönborn  | Seifersdorfer Tal, Seifersdorf              | Wachau                   |
| Weixdorf   | Kompassrose, die auf Nachbargemeinden zeigt | Feldschlößchen, Landwehr |
| Langebrück | Dresdner Heide                              | Radeberg                 |

### Verkehrsanbindung
Die Staatsstraße 180 verbindet Liegau-Augustusbad mit Langebrück und Radeberg. Die Kreisstraße 9257 führt nach Schönborn. An den öffentlichen Nahverkehr ist der Ortsteil durch die Regionalbuslinien 78 (Wilschdorf-Radeberg) und 761 (Ottendorf-Okrilla-Radeberg) des Verkehrsverbund Oberelbe sowie durch die Radeberger Stadtlinie 302 angebunden. Der Radeberger Rundwanderweg verbindet den Ortsteil mit der Dresdner Heide, dem Seifersdorfer Tal (Grundmühle) und über Kleinwachau mit Feldschlößchen.

## Geschichte

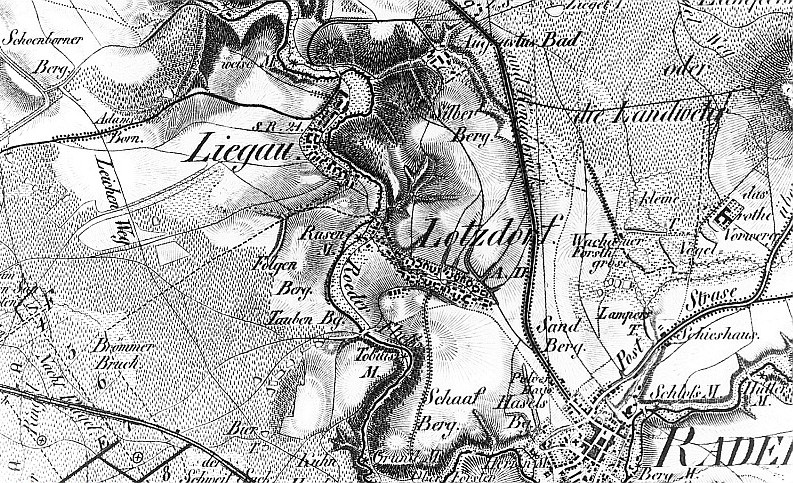
Liegau-Augustusbad auf einer Karte von 1821/22

Erste Siedlungsspuren in diesem Gebiet weisen auf das 6./7. Jahrhundert hin. Im Lehnbuch von Friedrich dem Strengen, Markgraf von Meißen und Landgraf von Thüringen, wurde der Ort als Lygau 1349 erstmals urkundlich erwähnt. Die Schreibweise des Ortes änderte sich im Laufe der Jahrhunderte mehrfach, z. B. sind die Schreibweisen Lygau, Legow und Liegenn überliefert. Im 18./Anfang 19. Jahrhundert tritt oft die Schreibweise Lügau auf. Das Wort Liegau stammt aus dem Sorbischen und bedeutet so viel wie Ort an der Waldgrenze und an den gelachten Bäumen. Bereits vom Anfang des 17. Jahrhunderts existieren Belege für das Rittergut Liegau, das aus einem Vorwerk hervorgegangen war.
Nach der Entdeckung der Heilquellen im Tannengrund wuchs der Ort ständig. Aus dem Bad im Tannengrunde, dem späteren Radeberger Bad, entwickelte sich der spätere Ortsteil Augustusbad. Nach der Sächsischen Landgemeindeordnung wurde im Jahr 1839 ein Gemeinderat gewählt. Das Dorf wurde damit vom Rittergut getrennt. Im Jahr 1922 erfolgte die Fusion aller bisherigen Ortslagen bzw. Ortsteile mit der Umbenennung der neuen Gemeinde in Liegau-Augustusbad.
Eine Petroleum-Straßenbeleuchtung gab es ab 1890, der Anschluss an das Stromnetz erfolgte 1910. Ende der 1920er Jahre begann der Bau der Siedlungsgebiete Hofeberg und Siedlung, weitere Wohnhäuser entstanden zu Beginn der 1930er Jahre in der sogenannten Bürgersiedlung. Kleinwachau wurde 1964 eingemeindet. Liegau-Augustusbad ist seit 1995 ein Ortsteil von Radeberg, das seit der Kreisreform Sachsen 2008 zum Landkreis Bautzen gehört.
Der Ortskern Liegau-Augustusbads wurde 2009 in das Förderprogramm Aktive Stadt- und Ortsteilzentren des Bundesministeriums für Verkehr, Bau und Stadtentwicklung aufgenommen, Bausubstanz und Infrastruktur des Ortes wurden seitdem umfassend saniert.

### Kirche
Liegau hat keine eigene Kirche, es war und ist nach Radeberg eingepfarrt. Im früheren Augustusbad wurden für die Kurgäste eigene Gottesdienste durchgeführt, die von Geistlichen der Intendentur Radeberg abgehalten wurden. Für die Liegauer Kirchgemeindemitglieder ist im Juni 2004 ein neues Gemeindehaus gebaut worden, die Finanzierung erfolgte durch Spenden, Eigenmittel und den Verkauf des vorhergehenden Gemeindehauses. Die geistliche Betreuung erfolgt durch das Kirchspiel Radeberger Land.

### Schulgeschichte
Liegau besaß bis 1896 keine eigene Schule. Bis zum Neubau der eigenen Schule und der Bildung eines eigenen neuen Schulbezirkes 1896 gehörten die Liegauer Kinder zum Schulbezirk Lotzdorf und wurden in Lotzdorf eingeschult.

### Bäder
Der östlich von Liegau, aber auf der Gemarkung Lotzdorf liegende Silberberg war bereits vor dem 16. Jahrhundert von einigen Bergwerksstollen durchzogen, in denen kurzzeitig Silber und vitriolhaltiges Gestein abgebaut wurde. Im Jahr 1717 fand der damalige Radeberger Bürgermeister Christoph Seydel in einem solchen ehemaligen Stollen eine leicht kohlensäurehaltige Wasserader. Mit dieser Entdeckung begann die Zeit der (Heil-)Bäder in Liegau.

#### Augustusbad
Das erste Heilbad wurde 1719 als Gesundbad bzw. Bad im Tannengrunde gegründet und später nach dem sächsischen Kurfürsten August dem Starken Augustusbad genannt. Bis ins 19. Jahrhundert wurde das Augustusbad ständig erweitert und ausgebaut. Der Apotheker Willmar Schwabe kaufte das Bad 1896 und fügte es zu seiner Dr. Willmar Schwabeschen Heimstätten-Stiftung hinzu. In der DDR diente das Anwesen als Polizeischule und Altersheim, nach der Wende wurden die Gebäude dem Verfall preisgegeben.

#### Herrmannbad

Postkarte des Kurbads Liegau, 1898

1835 (andere Quelle: 1837) erwarb Johann Georg Herrmann als erster nichtadeliger Besitzer das Erb- und Allodial-Rittergut Liegau. Herrmann entdeckte 1841 auf einer zum Rittergut gehörigen Moorwiese unterhalb der späteren Forellenschänke Quellen mit eisenhaltigem Wasser. Im Jahr 1852 eröffnete er ein erstes kleines Badehaus, 1853 das Curbadrestaurant. Das harte, mineralhaltige und heilkräftige Quellwasser wurde von der inzwischen eingefassten Quelle in Holzfässern auf Pferdefuhrwerken zum Badehaus transportiert und dort mit dem weichen Wasser der Großen Röder für die Kur-Anwendungen vermischt. 1857 ist nach dem Bau eines neuen, größeren Badehauses hinter dem Rittergut und mit dem vorhandenen Gebäudebestand, der zur Unterbringung der Badegäste umgebaut worden war, das Herrmannbad Liegau gegründet worden. Die ärztliche Leitung des Kurbades unterstand dem Radeberger Badearzt Dr. med. Böhme. 1878 wurde am Bad eine parkähnliche Gartenanlage errichtet. Dieses auch „Stahl- und Moorbad Herrmannbad“ genannte Kurbad gehörte von 1857 bis 1914 zum Rittergut. 1888 gehörte das Rittergut dem Freiherrn von Streit, dieser hatte den Kur- und Badebetrieb weitergeführt. In der ersten Hälfte des 20. Jahrhunderts wurde das Bad geschlossen und die Gebäude zu Wohnhäusern umfunktioniert.

#### Flussbad an der Röder
Für das Jahr 1909 ist bereits die Existenz einer einfachen Badestelle am Lauf der Großen Röder überliefert. Im Jahr 1922 wurde das Flussbad Liegau offiziell durch den Ortsverein eingerichtet und durch den Gemeinderat betrieben. Aufgrund des neu eröffneten Familienbades wurde das Flussbad 1931 geschlossen.

#### Familienbad

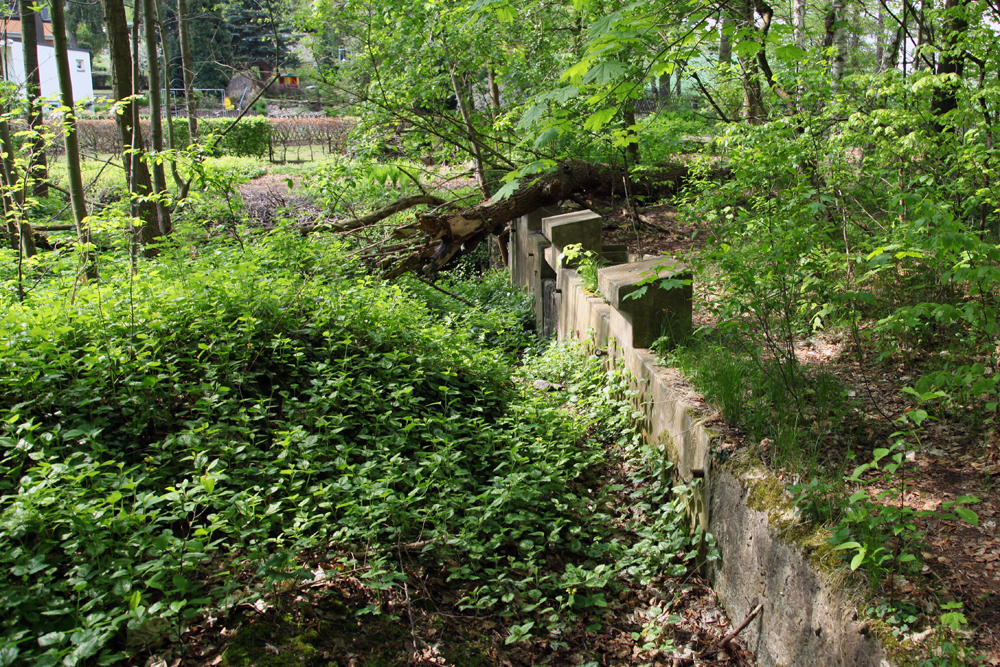
Überreste des Familienbads, 2014

Die Berliner Landparzellierungsgesellschaft (LAPAG) erbaute ab 1929 auf einer Fläche von 56.000 Quadratmetern ein Freibad in Liegau-Augustusbad, das sogenannte Familienbad. In den ersten Jahren wurden im neuen Freibad zahlreiche Veranstaltungen durchgeführt, das Bad erzielte große Besucherzahlen. Das Bade-Restaurant ist in Anlehnung an das frühere Herrmannbad unter dem traditionellen, aber aus rechtlichen Gründen veränderten Namen Hermannsquelle geführt worden. Nach dem Zweiten Weltkrieg wurde das Bad zunächst als Kinderferienlager und Freilichtbühne genutzt. Notwendige Instandsetzungsmaßnahmen, um den Badebetrieb weiter fortzuführen, scheiterten. In den 1980er Jahren wurde ein Teil des ehemaligen Badgeländes mit Bungalows bebaut, ein anderer Teil wurde vom örtlichen Anglerverein als Teichgebiet umgenutzt. Nach der Wende verfielen die verbliebenen Überreste des Bades und wurden vom Wald überwachsen.

### Einwohnerentwicklung
Im Jahr 1551 wurden in Liegau 13 besessene Mann, 1 Häusler und 16 Inwohner verzeichnet, für 1764 wurden 10 besessene Mann, 10 Häusler und 13 Hufen je 10 Scheffel in den Aufzeichnungen vermerkt.
| Jahr      | 1834 | 1871 | 1890 | 1895 | 1900 | 1910 | 1925 | 1939 | 1946 | 1950 | 1964 | 1990 | 2012 | 2025 |
| Einwohner | 210  | 271  | 463  | 560  | 570  | 621  | 567  | 1425 | 1805 | 1791 | 1940 | 1575 | 2002 | 2026 |

(Einwohnerzahlen bis 1922 für die Landgemeinde Liegau mit den Ortsteilen Klein-Liegau und Augustusbad, danach für die Gemeinde Liegau-Augustusbad)

## Vereine und Veranstaltungen

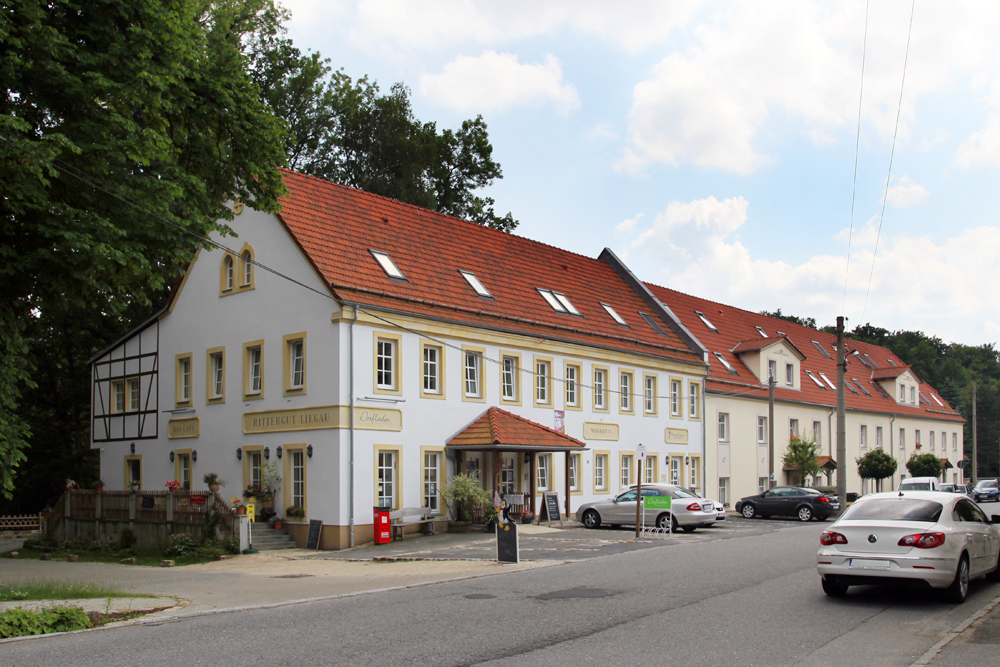
Ortskern (Rittergut)

Das Zusammenleben in Liegau-Augustusbad wird durch verschiedene Vereine geprägt. Der Heimatverein Liegau-Augustusbad e. V. pflegt die Chronik und dokumentiert die Geschichte und die Gegenwart des Ortes. Seit 1931 existiert eine Freiwillige Feuerwehr. Der Förderverein Grundschule Liegau-Augustusbad e. V.organisiert und verwaltet Projekte rund um die Schule des Ortes. Im Jahr 1947 wurde die erste Kaninchenzüchtervereinigung gegründet, aus welcher der Rassekaninchenzuchtverein S114 Liegau – Augustusbad und Umgebung e. V. hervorging. Die erste Sportgemeinschaft wurde 1951 ins Leben gerufen. Bis zur Wende 1989/90 gab es neben Fußball unter anderem Angebote in den Sektionen Kegeln, Schach und Leichtathletik. 1990 wurde die Vereinigung aufgelöst, der Fußballclub SV Liegau – Augustusbad e. V. wurde von den Sportlern der ehemaligen Sektion Fußball gegründet. Weitere Vereine im Ort sind der Anglerverein Sportfischer e. V., der Förderverein Epilepsiezentrum Kleinwachau e. V. und die Initiative Ein Spielplatz für Liegau-Augustusbad.
Seit 2011 macht die Oldtimerrallye Legends of Speed Station im Ort. Die Teilnehmer müssen Wettbewerbe auf einem Rundkurs absolvieren. Weitere regelmäßige Veranstaltungen sind der Weihnachtsmarkt sowie der Filmabend im Park, verschiedene Fußballturniere des SV Liegau-Augustusbad und das Teichfest des Anglervereins.

## Wirtschaft
Bedingt durch die Heilbäder sowie die Nähe zu Dresden, der Dresdner Heide und dem Seifersdorfer Tal entwickelte sich in Liegau-Augustusbad vor allem der Tourismus. Von den früheren Gastronomieangeboten im Ort ist nur die „Pechhütte“ geblieben. Am 1. April 2024 wurde der Dorfladen mit Dorfcafé wiederbelebt. Industrie und Einzelhandel spielen im Ort eine untergeordnete Rolle.

## Gesundheitswesen
In Liegau-Augustusbad befindet sich das Epilepsiezentrum Kleinwachau, eine Fachklinik für Neurologie. Zum Zentrum gehören neben der Fachklinik mit MVZ eine Werkstatt für Menschen mit Behinderung, Betreuungs- und Wohneinrichtungen für Menschen mit Epilepsie und Menschen mit Behinderungen sowie eine Förderschule und zwei Kindertagesstätten (Kita „Schatzinsel“ in Pulsnitz und Kita „Baumhaus“ in Radeberg).
Die früheren Bäder sind alle stillgelegt.

## Politik

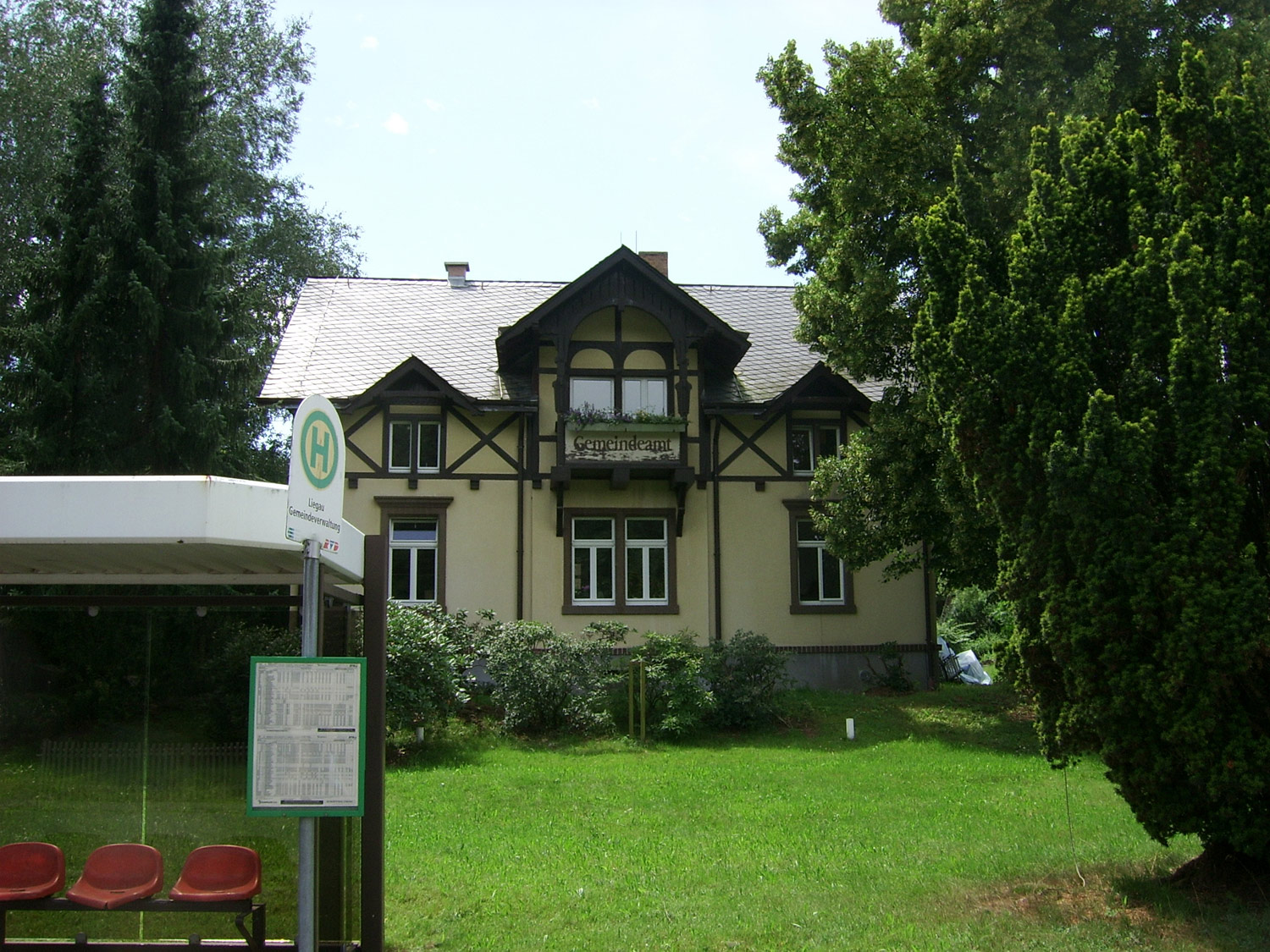
Gemeindehaus

### Ortschaftsrat
Bei der Kommunalwahl am 9. Juni 2024 betrug die Wahlbeteiligung in Liegau-Augustusbad 71,87 %. Die zehn Sitze des Ortschaftsrats setzen sich wie folgt zusammen:
- Wir für Liegau: neun Sitze / 89,44 %
- CDU: ein Sitz / 10,56 %

### Partnerschaft
Mit der Gemeinde Aschheim im Landkreis München im Regierungsbezirk Oberbayern pflegt Liegau-Augustusbad eine kommunale Freundschaft. Der Freundschaftsvertrag wurde am 17. Juli 2010 offiziell unterzeichnet, 2011 wurde der Arbeitskreis Radeberg – Liegau-Augustusbad als Teil des Gemeindepartnerschaftsvereins Aschheim e. V. gegründet.

## Gedenkstätten
Das Kriegerdenkmal Liegau-Augustusbad an der Grundschule erinnert an die Opfer der beiden Weltkriege. Die Anlage wurde 2013 im Zuge der Ortskernsanierung komplett restauriert.

## Mit Liegau-Augustusbad verbundene Personen
- Günther Brodowsky (1932–2017), Kommunalpolitiker und Berufsoffizier (NVA)
- Willmar Schwabe (1839–1917), Apotheker und Autor, Gründer der Dr. Willmar Schwabeschen Heimstätten-Stiftung
- Hugo Woldemar Hickmann (1841–1922), Pfarrer und Gründer des ersten Kindererholungsheims Deutschlands
- Friedrich Christoph Pelizaeus (1851–1942), Neurologe, 1884–1885 Leiter des Stahl- und Wasserheilbades Augustusbad
- Martin Stephan (1777–1846), deutscher Geistlicher, Führer einer der größten Auswanderungsbewegungen nach den USA 1838
- Karl Söhle (1861–1947), deutscher Schriftsteller und Professor für Musik h. c.
- Helmut Reinhardt (1920–2006), Jazz- und Unterhaltungsmusiker
- Dieter Philipp (* 1938), ehemaliger Diplomat, Botschafter der DDR in Sri Lanka und auf den Malediven
- Peter Adler (1940–2010), Politiker (SPD) und Mitglied des Sächsischen Landtags 1990–2004
- Lutz Jaeger (* 1944), Professor und Klimaforscher an der Universität Freiburg
- Curt Voigt (1889–1961), Scherenschneider